# 小型船舶
小型船舶（こがたせんぱく）とは、船舶の区分の一種であり、総トン数20トン未満の船舶のうち
、
日本船舶（船舶法1条にいう日本船舶。以下同じ。）又は日本船舶以外の船舶（本邦の各港間又は湖、川若しくは港のみを航行する船舶に限る。）のことを指す。
ただし、「漁船法（昭和25年、法律第178号）第2条第1項に規定する漁船」及び「ろかい

又は主としてろかいをもって運転する舟、係留船その他国土交通省令で定める船舶」は除かれる。
「小型船舶の登録等に関する法律」（平成13年7月4日、法律第102号）により、小型船舶登録原簿に登録された船舶でなければ臨時航行を除き航行することができない。

## 主な小型船舶メーカー

### 日本
- オーガニックボート
- 川崎重工業
- シュガーレイマリーン
- スズキ
- トーハツ
- トヨタマリーン
- 日産マリーン
- マリンモーター
- 三菱重工業[要出典]
- ヤマハ発動機
- ヤンマー
- 本瓦造船

他
五十音順

### 日本以外
- ブランズウィック
  - シーレイ（英語版） 
  - ボストン・ホエーラー （英語版） 
  - ベイライナー（英語版） 
  - シーライン（英語版）
  - スタークラフト・マリーン（英語版）
- ボンバルディア
- アジムヨット
- バートラム
- フェアライン
- ラーソンボート
- リビエラ
- ベネッティ
- ヘーセン
- アトランティス
- カーバー
- ウォーカーベイ

他